# Carlo Canobbio
Carlo Canobbio (Venezia, 1741 – San Pietroburgo, 23 febbraio/7 marzo 1822) è stato un compositore e violinista italiano.
Dopo aver lavorato per un certo periodo in Spagna, tornò in Italia, dove tra il 1773 e il 1775 compose diversi balletti e diresse l'orchestra del Teatro San Samuele di Venezia. Sempre nel 1773 iniziò il suo rapporto di collaborazione con l'azienda del tipografo e compositore Luigi Marescalchi. Tra il 1779 e il 1795 fu attivo come compositore presso i teatri imperiali di San Pietroburgo; dal 1789 fu anche primo violinista dell'orchestra dell'Opera italiana diretta da Giovanni Paisiello. Nel periodo 1783-85 interruppe i servigi che teneva presso la città russa per recarsi in Italia. A partire dal 1796 si occupò della direzione delle opere comiche di Gennaro Astarita.

## Composizioni

### Opere
- L'amore artigiano (dramma giocoso, libretto di Carlo Goldoni, 1785, San Pietroburgo; perduta)
- Nachal'noye upravleniye Olega (opera, libretto di Caterina II di Russia, 1790, San Pietroburgo; composto in collaborazione con Pashkevich e Giuseppe Sarti)

### Balletti
- Don Anchise Campanone (1773, Venezia)
- Le astuzie amorose (1775, Venezia)
- La sposa persiana (1775, Venezia)
- Farnace (1776, Venezia)
- Armida (1777, Venezia)
- La schiava fedele (1778, Bologna)
- L'idolo cinese (1779, San Pietroburgo)
- Don Juan (1781, San Pietroburgo)
- Nettuno e Egle (1783, Venezia)
- Catone in Utica (1784, Napoli)
- Arianna e Bacco (1789, San Pietroburgo)
- Piramo e Tisbe (1791, San Pietroburgo)
- Castor et Pollux (1803, San Pietroburgo)

### Musica strumentale
- Sinfonia n. 1
- Sinfonia n. 2 per flauto e corno obbligati in re magg.
- Sinfonia n. 11
- 6 duetti per violino e flauto
- 6 sonate per chitarra e violino, op. 2
- Polonaise per chitarra e violino